# Lighters
«Lighters» es una canción del dúo de hip hop Bad Meets Evil, formado por Eminem y Royce da 5'9". Llegó a la radio el 5 de junio de 2011 como el segundo sencillo del EP Hell: The Sequel y fue lanzado por Shady Records. Cuenta con la colaboración del cantante estadounidense Bruno Mars, quien también la escribió. Fue producida por Eminem, Battle Roy y The Smeezingtons. Royce da 5'9" confirmó, a través de Twitter, que habrá un video oficial para la canción. Éste se estrenó el 22 de agosto de 2011.
"Lighters" es una canción de rap alternativo muy diferente a las otras canciones del EP. Según Eminem, Bad Meets Evil quería intentar algo diferente y romper el típico formato de álbum que utilizan otros artistas de hip hop.
La mayoría de críticos se fijaron en el estilo rap alternativo, que nunca había sido usado por Bad Meets Evil en sus sencillos anteriores. Esto causó que la canción ganase críticas tanto positivas como negativas. A pesar de la disparidad de las críticas obtenidas, la canción hizo un buen trabajo en las listas. Hasta el momento, "Lighters" ha vendido 314 000 copias en los Estados Unidos.

## Antecedentes
El 25 de mayo de 2011, cuando la lista de canciones del EP Hell: The Sequel fue anunciada, se reveló que una canción llamada "Lighters" iba a contar con la colaboración del cantante y compositor Bruno Mars. "Lighters" llegó a la radio el 5 de julio de 2011 como el segundo sencillo del EP, lanzada por Shady Records. Fue grabada en varios lugares: en los estudios Effigy de Mike Strange (Ferndale, Míchigan), en los estudios Isolation de Asar y en los estudios Levcon de Ari Levine (Los Ángeles). La canción fue escrita por Eminem, Royce da 5'9", The Smeezingtons y Battle Roy. Todos ellos, excepto Royce, produjeron la canción. El productor de Detroit, Luis Resto, tocó el teclado en la canción, al igual que en las otras 6 canciones del EP.
Eminem habló sobre la realización de la canción en una entrevista en su emisora de radio, Shade 45. En ella explicó que Bruno Mars no estaba en la maqueta original de la canción, y había un coro rapeado por Bad Meets Evil. Esa versión tenía un ritmo diferente. Después de que Bruno Mars fuese llamado para colaborar en el estribillo, él hizo cambios y escribió su propio estribillo y un pequeño verso, con producción de The Smeezingtons. Según esa entrevista, Eminem y Royce da 5'9" querían hacer una canción diferente a los estilos del resto del EP.
"Lighters" es una canción de rap alternativo con influencias de la música pop, diferente a otros géneros de Hell: The Sequel. La canción empieza con Bruno Mars cantando el estribillo, y sigue con un verso rapeado por Eminem, que es un mensaje a la gente que lo ha odiado. Tras otra interpretación del estribillo, Royce da 5'9" rapea su verso. Bruno Mars canta unas líneas diferentes antes de interpretar el estribillo por última vez. La canción dura un poco más de 5 minutos y es la más larga del EP Hell: The Sequel.

## Video musical
El video musical empezó a ser grabado el 20 de julio de 2011 en Los Ángeles, California. El video fue dirigido por Rich Lee, quien anteriormente había dirigido el video de "Not Afraid". Bruno Mars reveló a la MTV que el video "dejaría a los fans inspirados" y que "es [un video] muy bonito". El video musical fue estrenado el 22 de agosto de 2011 a través de la página oficial de VEVO.
El video comienza con Mars, quien viste una chaqueta de cuero, cantando y tocando el piano vertical. Mientras canta, se puede ver a Eminem tumbado en el sofá de un salón, vistiendo una camiseta de cuero y unos pantalones rojos. Se queda mirando la habitación, pensando, y coge una libreta con letras. Esto se intercala con una escena en la que se ve a Eminem rapeando en un túnel bajo tierra, mientras luces rojas iluminan la estancia. El video vuelve al salón y Eminem se levanta del sofá, encuentra una trampa bajo el sofá y entra en ella. Al bajar, se encuentra en el mismo túnel bajo tierra donde rapeaba antes. Enciende una antorcha y camina por una serie de túneles, mientras Mars vuelve a cantar el estribillo en el mismo escenario de antes.
Royce da 5'9" empieza a rapear dentro de una celda de cárcel, mostrándolo rapeando bajo tierra de vez en cuando. Royce encuentra una puerta secreta, se arrastra a través de ella y llega al túnel, donde enciende una luz roja. Cuando Mars canta su mini-verso, los dos raperos salen del túnel por un pozo que les lleva a una pradera, donde Mars sigue cantando. Mientras el sol se empieza a poner, varias parejas, incluidos Eminem y Royce, se reúnen para ver un montón de linternas brillando en el cielo. El video acaba cuando anochece y Mars canta los últimos versos. 

## Actuaciones en vivo
Eminem y Royce da 5'9" interpretaron por primera vez "Fast Lane" y "Lighters" en el Bonnaroo Music Festival. Fueron acompañados por el compañero de Eminem en el grupo D12, Mr. Porter. Sin embargo, Bruno Mars no apareció en la actuación. El espectáculo fue acompañado por mecheros animados en la pantalla de fondo. Al principio de la actuación, Eminem pidió al público que encendieran sus mecheros si los habían comprado, lo que hizo la mayoría.
Bruno Mars se unió a Bad Meets Evil para cantar "Lighters" en el segundo día del Lollapalooza 2011 en Chicago, y, de nuevo, estuvieron acompañados por Mr. Porter. Mars llevó consigo una guitarra plateada que tocaba de vez en cuando. Piet Levy del USA Today llamó a la actuación "el momento culminante de la tarde".

## Rendimiento en listas
"Lighters" generalmente tuvo más éxito en listas que su predecesor "Fast Lane". Además de Estados Unidos y Canadá, entró en listas de diferentes partes de Europa: Austria, Dinamarca, Irlanda, Holanda, Suiza, Inglaterra y Escocia. También entró en las listas de Australia y Nueva Zelanda, teniendo más éxito en esta última. El 19 de junio de 2011, seis días después de su lanzamiento en el Reino Unido, entró en el UK Singles Chart en el número 37 y llegó al número 30. La máxima posición en el Billboard Hot 100 fue la 16, mientras que en el Canadian Hot 100 llegó al número 15. "Lighters" consiguió su mayor éxito en Nueva Zelanda, llegando a la segunda posición el 27 de junio de 2011. La posición más baja la tuvo en Austria, donde solo llegó al número 45.

### Listas
| Lista (2011)                                      | Posición máxima |
| ------------------------------------------------- | --------------- |
| Australia (ARIA)                                  | 19              |
| Australia Urban (ARIA)                            | 7               |
| Austria (Ö3 Austria Top 40)                       | 45              |
| Canadá (Canadian Hot 100)                         | 15              |
| Dinamarca (Tracklisten)                           | 25              |
| Escocia (The Official Charts Company)             | 31              |
| Estados Unidos Billboard Hot 100                  | 4               |
| Estados Unidos Pop Songs (Billboard)              | 32              |
| Estados Unidos Rap Songs (Billboard)              | 20              |
| Irlanda (IRMA)                                    | 29              |
| Nueva Zelanda (RIANZ)                             | 2               |
| Países Bajos (Mega Single Top 100)                | 19              |
| Reino Unido R&B (The Official Charts Company)     | 9               |
| Reino Unido Singles (The Official Charts Company) | 30              |
| Suecia (Sverigetopplistan)                        | 33              |
| Suiza (Media Control AG)                          | 10              |

## Personal
- Eminem - escritor, productor, mezclador
- Royce da 5'9" - escritor
- Ari Levine - grabación
- The Smeezingtons - escritores, productores
- Battle Roy - escritor, productor
- Mike Strange - mezclador, grabación
- Joe Strange - ingeniero asistente
- Asar - grabación
- Luis Resto - teclados adicionales